# Carlo Corsi di Bosnasco
Francesco Carlo Giuseppe Giacinto Maria Corsi, Conte di Bosnasco (Nizza Monferrato, 21 agosto 1798 – Nizza Monferrato, 19 febbraio 1885), è stato un magistrato e politico italiano.

## Biografia
Entrato nella magistratura piemontese nel 1821 è stato segretario di sezione del Consiglio di Stato, applicato alla Cancelleria per gli affari di legislazione,  presidente di sezione del Magistrato d'appello di Torino, poi Corte d'appello di Torino. Consigliere comunale del capoluogo piemontese dal 1857 al 1884 ha presieduto l'ospizio generale di carità ed è stato professore emerito della Facoltà di giurisprudenza dell'Università di Torino.